# Linh dương Grant
Linh dương Grant (tên khoa học: Nanger granti) là một phân loài trong chi Linh dương Gazelle thuộc loài động vật có vú trong họ Bovidae, bộ Artiodactyla. Loài này được Grant mô tả năm 1872., chúng phân bố từ phía bắc Tanzania đến miền nam Sudan và Ethiopia, và từ bờ biển Kenya đến Hồ Victoria. Tên tiếng Swahili của chúng là Swala Granti.

### Cấu tạo

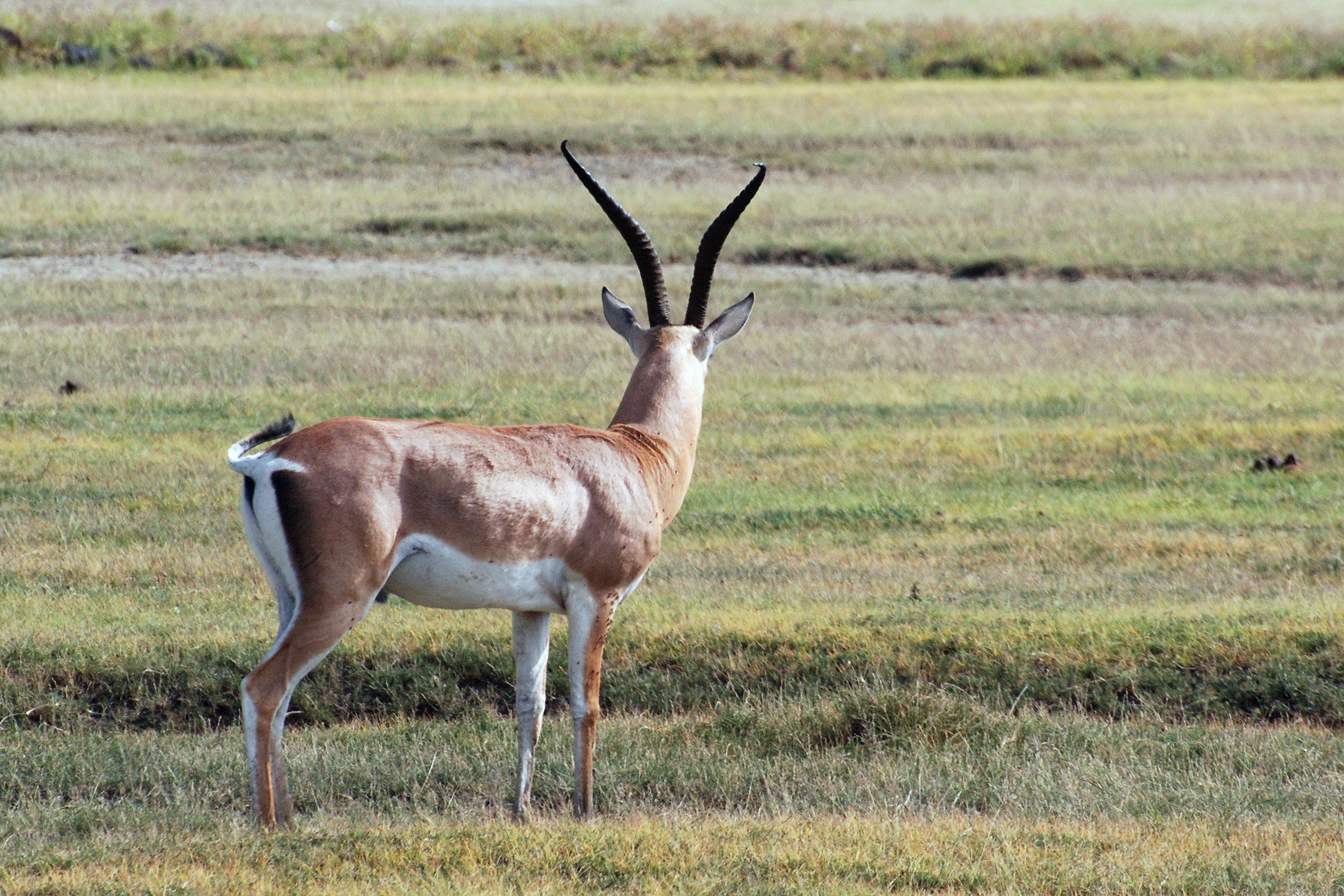
Một con linh dương đực to khỏe

### Tập tính

Một con linh dương Gran đực và bạn tình của nó

### Sinh sản

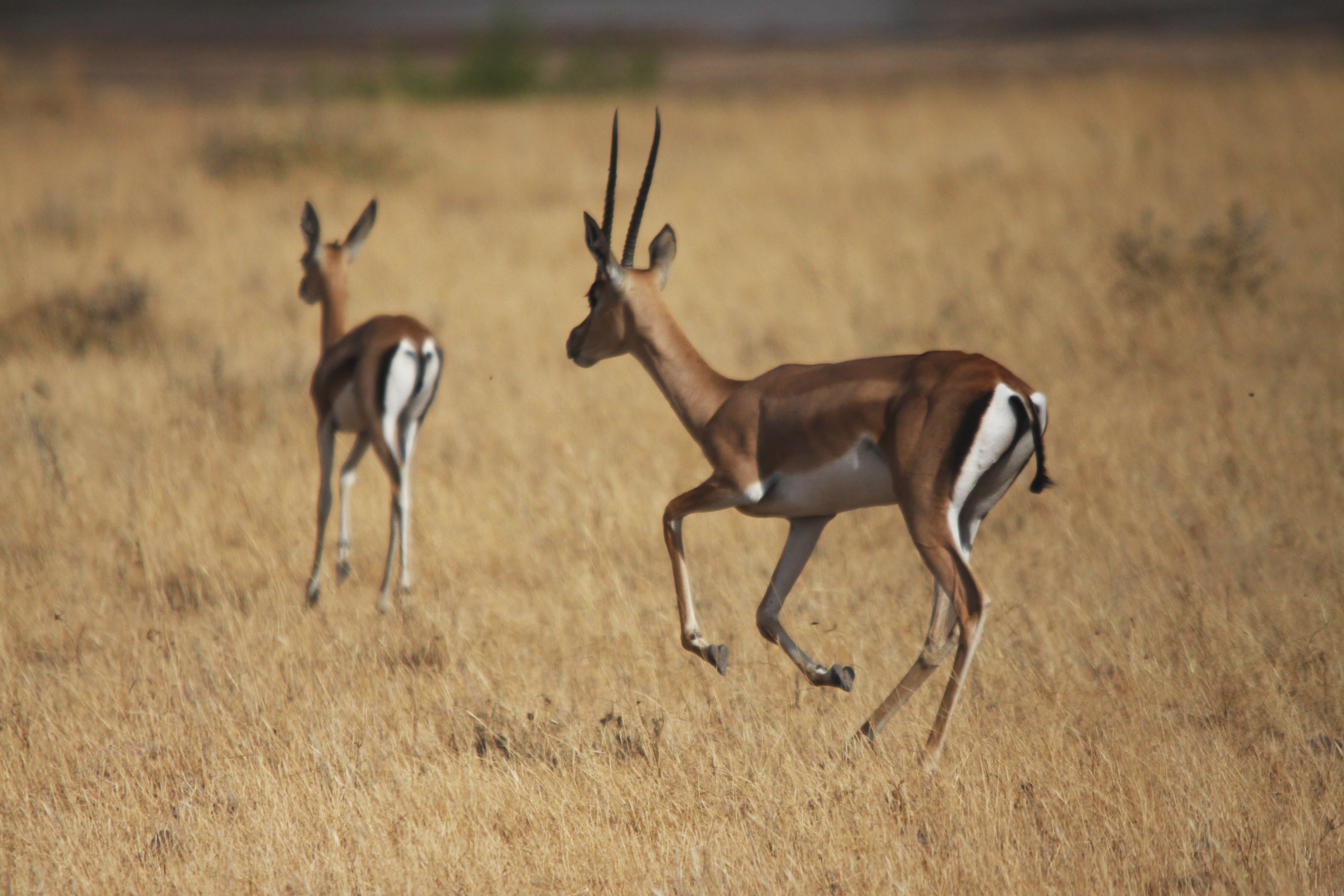
Một con đực đang theo đuổi một con cái